# Hongaars Nationaal Leger
Het Hongaars Nationaal Leger (Hongaars: Magyar Nemzeti Hadsereg) werd in 1919 door Miklós Horthy opgericht tijdens de chaotische periode na de Eerste Wereldoorlog om een einde te brengen aan de Rode Terreur en de Hongaarse Radenrepubliek ten val te brengen. Horthy was door Gyula Károlyi aangesteld als minister van Oorlog in de contrarevolutionaire tegenregering van Szeged en werd op 9 augustus 1919 aangesteld als opperbevelhebber van het Nationaal Leger.

## Achtergrond
Toen na de Eerste Wereldoorlog de Donaumonarchie uiteenviel, kende Hongarije een zeer woelige periode, waarin de ene regering de andere in recordtempo opvolgde. Nadat de Democratische Republiek Hongarije mislukt was, ontstonden in grote lijnen twee kampen. Enerzijds het communistische kamp, dat naar Sovjetvoorbeeld de Hongaarse Radenrepubliek oprichtte en anderzijds het contrarevolutionaire "witte" kamp, dat ernaar streefde de vooroorlogse situatie te herstellen. De Roemeense bezetting van Hongarije tijdens de Hongaars-Roemeense Oorlog gaf uiteindelijk de doorslag in het voordeel van de contrarevolutionairen.

## Geschiedenis
In juli 1919 begon Miklós Horthy, toen oorlogsminister in de tegenregering van Szeged en voormalig admiraal van de Oostenrijks-Hongaarse vloot, met de opbouw van het Nationaal Leger, zoals bevolen door tegenpremier Károlyi. Het leger kreeg de steun van voormalige officiers in het Oostenrijks-Hongaarse leger, zoals Gyula Gömbös, Döme Sztójay, Gyula Ostenburg en Antal Lehár. Het hoofdkwartier van het Nationaal Leger was gevestigd in Siófok.
Na de val van de Radenrepubliek werd het Nationaal Leger steeds meer een instrument van de Witte Terreur, zoals de wandaden en folteringen werden genoemd die werden begaan door het Nationaal Leger, voornamelijk gericht tegen aanhangers van het communistische regime. Hoewel zeker niet de enige, was Pál Prónay de meest beruchte en vooral meest wrede aanvoerder van het Nationaal Leger. Toen de Roemeense troepen Hongarije eind 1919 en begin 1920 weer verlieten, nam het Nationaal Leger de verdediging van het land over, al bleef het leger wel afhankelijk van de welwillendheid van de geallieerden.
Tegen de herfst van 1920 bestond het Nationaal Leger al uit 100.000 man. Volgens het Verdrag van Trianon in 1920 mocht de Hongaarse krijgsmacht niet meer mocht zijn dan een vrijwilligersleger van hoogstens 35.000 man. Zware wapens zoals zware artillerie, tanks, vliegtuigen en luchtafweergeschut waren verboden. Een reorganisatie drong zich dus op. In januari 1922 werd het Nationaal Leger omgedoopt tot het Koninklijk Hongaars Leger.
Het Nationaal Leger staat uiteindelijk in een slecht daglicht, omwille van het feit dat de troepen zich aan wandaden en folteringen bezondigden tijdens de Witte Terreur. Hoewel het geweten is dat Horthy de wreedheden van de Witte Terreur door de vingers zag, kon het Nationaal Leger tegen 1921 in toom worden gehouden, vooral tijdens het premierschap van Pál Teleki en István Bethlen.

## Stafchefs
| Nr. | Afbeelding | Stafchefs                                                      | Aangetreden   | Einde termijn    | Duur termijn                |
| --- | ---------- | -------------------------------------------------------------- | ------------- | ---------------- | --------------------------- |
| 1   |            | Admiraal (Tengernagy) Miklós Horthy (1868-1957)                | 13 juli 1919  | 1920             | 5 maand en 19 dagen         |
| 2   |            | Veldmaarschalk-luitenant (Altábornagy) Károly Soós (1869-1953) | Oktober 1919  | 12 december 1919 | 2 maand en 11 dagen         |
| 3   |            | Generaal-majoor (Vezérornagy) Béla Berzeviczy (1870-1922)      | 15 maart 1920 | 4 januari 1922   | 1 jaar, 9 maand en 20 dagen |